# Walter Erlbruch
Walter Erlbruch (* 27. Januar 1971 in Krefeld) ist ein deutscher Minigolf-Spieler. 
Erlbruch ist seit über 20 Jahren Nationalmannschaftsstammspieler. Er gewann mit der deutschen Mannschaft mehrfach den Welt- und Europameistertitel. Im Einzel gewann er 1990, 1996 sowie 2018 die Europameisterschaft, 2002, 2006 und 2012 (Matchplay) die Deutsche Meisterschaft sowie 2011 die Matchplay-Weltmeisterschaft. Walter Erlbruch spielt in der ersten Mannschaft von BGS Hardenberg, einer der erfolgreichsten Vereinsmannschaften weltweit. Das Team dominiert seit mehr als einer Dekade die Minigolfbundesliga und stellt mehrere Nationalspieler, u. a. Erlbruchs Bruder Harald, den Europameister der Jahre 2006 und 2008. Das Brüderpaar genießt einen fast schon legendären Status im Minigolfsport. Beide erhielten 2003 und 2012 das Silberne Lorbeerblatt. Im Jahr 2017 wurde Walter Erlbruch abermals mit dem Silbernen Lorbeerblatt ausgezeichnet. 2018, nach dem Gewinn des Europameistertitels im Matchplay, trat er aus der Nationalmannschaft zurück.
Walter Erlbruch ist Inhaber zahlreicher Bahnrekorde. Seine Bestleistung über 4 Runden Miniaturgolf liegt bei 73 Schlägen, und damit nur einen Schlag über der minimal möglichen Anzahl von 72 (4 mal 18 = 72) Schlägen. 
Erlbruch arbeitet hauptberuflich als Coach bei der Deutschen Bank.